# Kevin Ray Mendoza
Kevin Ray Mendoza Hansen (* 29. September 1994 in Herning, Dänemark) ist ein philippinisch-dänischer Fußballspieler.

## Karriere

### Verein
Kevin Ray Mendoza erlernte das Fußballspielen in seinem Geburtsland beim FC Midtjylland und dem Viborg FF. Bei seinem Jugendverein Viborg FF unterschrieb er im August 2011 seinen ersten Vertrag. Der Verein aus Viborg spielte in der zweiten dänischen Liga. Am Ende der Saison 2012/13 feierte er mit dem Verein die Zweitligameisterschaft sowie den Aufstieg in die erste Liga. In der Aufstiegssaison bestritt er ein Ligaspiele. In der ersten Liga kam er nicht zum Einsatz. Von April 2014 bis Juni 2015 spielte er bei den unterklassigen Vereinen Kjellerup IF und Ringkøbing IF. Im Juli 2015 unterschrieb er in Thisted einen Vertrag beim Drittligisten Thisted FC. Am Ende der Saison 2016/27 stieg er mit dem Klub in die zweite Liga auf. Die Spielzeit 2018/19 stand er bei dem Erstligisten AC Horsens in Horsens unter Vertrag. Hier kam er in der ersten Liga sechsmal zum Einsatz. Mit der Reservemannschaft spielte er elfmal in der Reserveliga. Anschließend spielte er für die Zweitligisten HB Køge und HB Køge. Im Februar 2021 zog es ihn nach Asien. Hier unterschrieb er in Malaysia einen Vertrag beim Erstligisten Kuala Lumpur City FC. 2021 gewann der mit Kuala Lumpur den Malaysia Cup. Am 22. Oktober 2022 stand er mit Kuala Lumpur im Finale des AFC Cup. Hier verlor man jedoch gegen den omanischen Vertreter Al-Seeb Club mit 3:0. Nach 54 Ligaspielen wechselte er Ende November 2023 zum indonesischen Erstligisten Persib Bandung. Am Ende er Saison 2023/24 und 2024/25 feierte er mit dem Verein aus Bandung die indonesische Meisterschaft. Im Sommer 2025 zog es ihn nach Thailand. Hier unterschrieb er in Chonburi einen Vertrag beim Erstligaaufsteiger Chonburi FC.

### Nationalmannschaft
Kevin Ray Mendoza gab sein Debüt in der Nationalmannschaft der Philippinen am 15. Juni 2021 in einen WM-Qualifiakationsspiel gegen die Malediven. Bei dem 1:1-Unentschieden wurde er nach der Halbzeitpause für Bernd Schipmann eingewechselt. Bisher bestritt er 13 Länderspiele.

## Erfolge
Viborg FF
- Dänischer Zweitligameister: 2012/13  ▲

Kuala Lumpur City FC
- Malaysischer Pokalsieger: 2021
- AFC Cup-Finalist: 2022

Persib Bandung
- Indonesischer Meister: 2023/24, 2024/25